# 櫻紅彎線䲁
櫻紅彎線䲁（學名：Helcogramma cerasina），為輻鰭魚綱䲁形目三鰭䲁科彎線䲁屬的一個種，是由Jeffrey T. Williams和Jeffrey C. Howe於 2003年所描述，分布於中西太平洋東加及斐濟海域，深度0至12公尺，本魚體型小呈圓柱狀，吻部短，側面鈍，上頜向後延伸至眼前緣下方，上下頜齒細而密，後頸沒有鱗片, 雄魚臀鰭紅色，背鰭硬棘17-18枚、背鰭軟條10-13枚、臀鰭硬棘1枚、臀鰭軟條19-22枚，體長可達4.3公分，棲息在岩礁區，以藻類為食，雌魚產附著性卵在藻類築的巢，雄魚會守護卵，幼魚為浮游性，生活習性不明。